# Offentliganställdas förhandlingsråd
Offentliganställdas förhandlingsråd (OFR) är en uppdragsstyrd förhandlingsorganisation som samlar tretton fackförbund inom offentlig sektor. Tillsammans representerar medlemsförbunden drygt 573 000 medlemmar. Offentliganställdas förhandlingsråds medlemsförbund tillhör TCO respektive Saco eller står utanför centralorganisationerna.
I OFRs regi samråder och samarbetar förbunden i gemensamma frågor samtidigt som de behåller en stark självständighet. Tillsammans skapar vi goda villkor och trygghet som utvecklar offentlig sektor.
Offentliganställdas förhandlingsråds ordförande är Lars Fresker.

## Medlemsförbund
- Sveriges Lärare
- Vision
- Vårdförbundet
- Fackförbundet ST
- Akademikerförbundet SSR
- Sveriges läkarförbund
- Ledarna
- Polisförbundet
- Officersförbundet
- Försvarsförbundet
- Tull-kust
- Förbundet Reservofficerarna
- Fackförbundet Scen & Film

## Uppdragsområden
- Pension och försäkring
- Samhällsekonomi och lönestatistik
- Arbetsmiljö
- Omställning
- EU-bevakning
- Information och omvärld

## Ordförande
- 2002–2013: Christer Romilson
- 2013–: Lars Fresker